# 可步行性

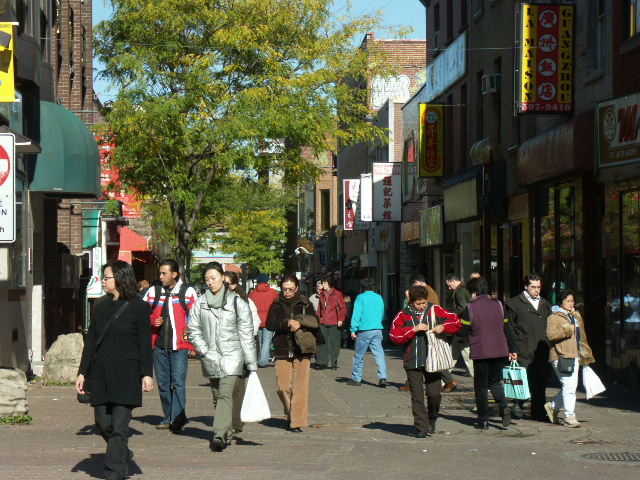
蒙特利尔Gauchetière街

可步行性（英語：walkability），又称步行友好性，是一个地区对步行的友好程度的度量。可步行性能产生健康、环境和经济效益。影响可步行性的因素包括步道、人行道或其他行人通行权的有无及其质量、交通和道路状况、土地利用模式、建筑物的可达性和安全性等。可步行性是可持续城市设计中的重要概念。

## 定义

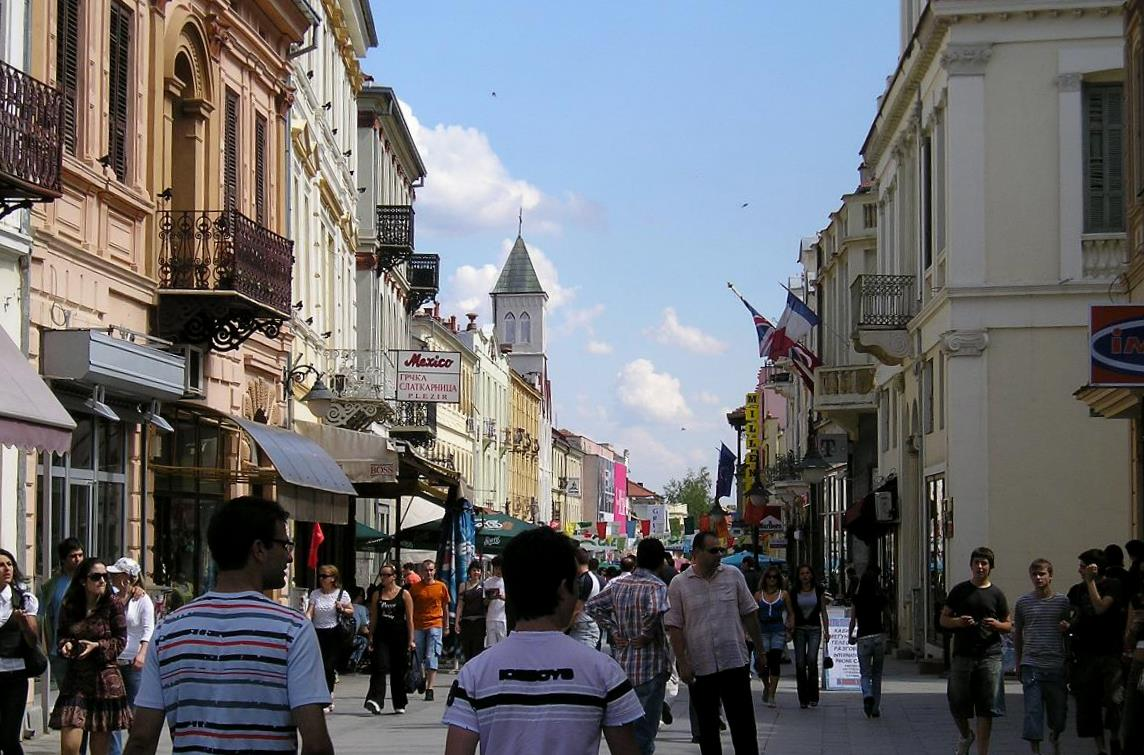
北馬其頓比托拉的功能混合的步行街。

可步行性的一种定义如下：“建成环境对居住、购物、观光、娱乐或消遣的人们的友好程度。”影响可步行性的因素包括但不限于：
- 街道连通性
- 土地用途混合
- 住宅密度（一定住宅用地内的住宅单位数）
- 树木和植被
- 建筑物的出现频率和种类
- 临街入口和其他能引人注意的场所
- 透明度，包括玻璃和门窗的玻璃的量，房屋的朝向和靠近程度以及能監視街道的建筑物
- 大多数房屋附近都有很多可去的场所
- 场所设计，例如为人，而不仅为汽车设计的街道
- 零售面积比率[5]

主要的基础设施因素包括交通条件、行人步道的有无和质量、与机动交通之间的缓冲带（绿化带、路旁停车位或自行车道）和人行横道、设计美学、附近可去的目的地、空气质量、适当季节的遮阳或日照、街道傢具、交通量和车速以及风况。
可步行性也能根据周围的建成环境检验。瑞德·尤因（Reid Ewing）和罗伯特·瑟夫洛的建筑环境的5D要素：密度（density）、多样性（diversity）、设计（design）、目的地可达性（destination accessibility）和到交通站点的距离（distance to transit），在很大程度上影响着该地区的可步行性。这些因素的组合会影响个人的步行决策。

## 历史

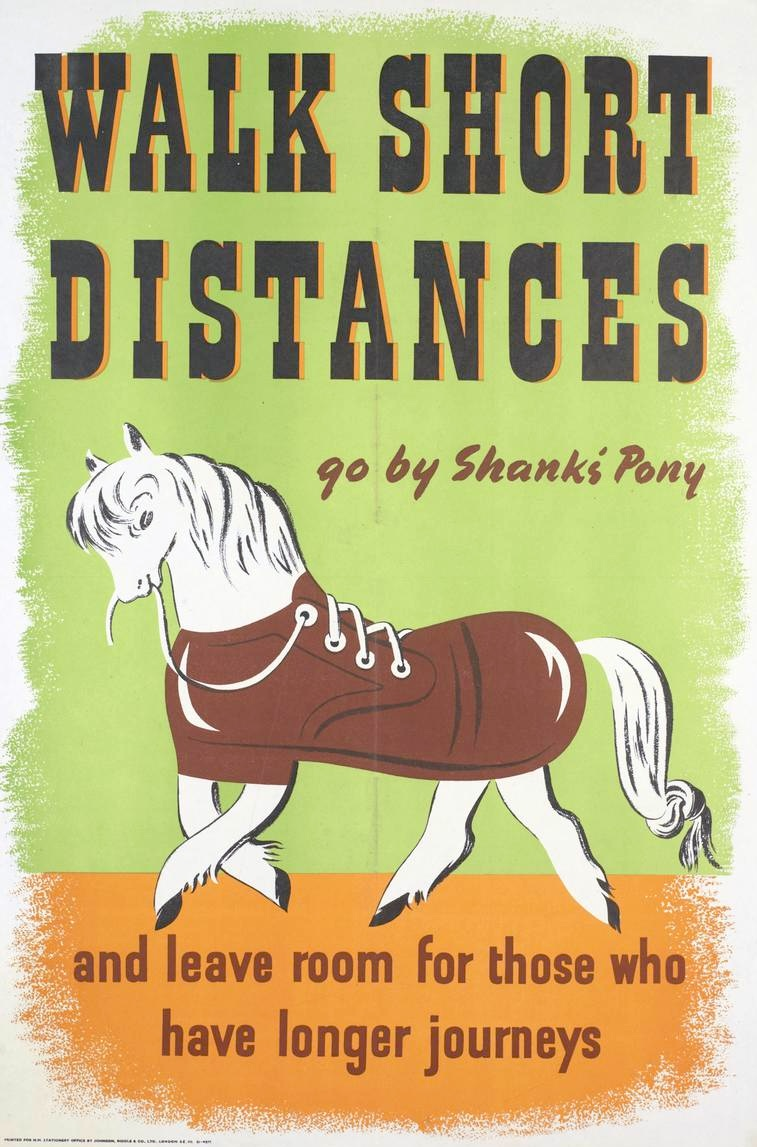
提倡短距离内步行的广告——Go by Shanks' Pony（俚语，指“靠自己的双腿”）

在汽车和自行车量产之前，步行是主要的旅行方式。在人类历史上，这是很多地方去往另一地方的唯一方式。1930年代，经济增长使汽车制造业增长。汽车也变得越来越便宜，导致第二次世界大战后经济扩张期间汽车兴起。汽车排放的有害影响很快引起公众对污染的关注。包括改善公共交通和步行基础设施在内的替代方案日益吸引了规划者和决策者的关注。

## 益处

### 健康
已有研究发现可步行性指标与身高體重指數（BMI）和当地居民的体育活动都相关。体育锻炼可以预防慢性疾病，例如心血管疾病、糖尿病、高血壓、肥胖症、抑鬱和骨質疏鬆症。因此，举例而言，邻里步行得分的提高与心脏代谢风险的改善和心脏病发作风险降低有关。世界癌症研究基金会和美国癌症研究学会发布的一份报告指出，应设计新式的住区以鼓励步行，因为步行有助于减少癌症。也有对可步行性的进一步合理性论证建立在进化论和哲学基础上，其认为步态对人类的大脑发育很重要。
由于可步行程度相似的内城邻里和郊區邻里之间，居民健康状况之间存在差异，需要进一步研究才能找出可步行性指标以外的建成环境影响因素。

### 环境

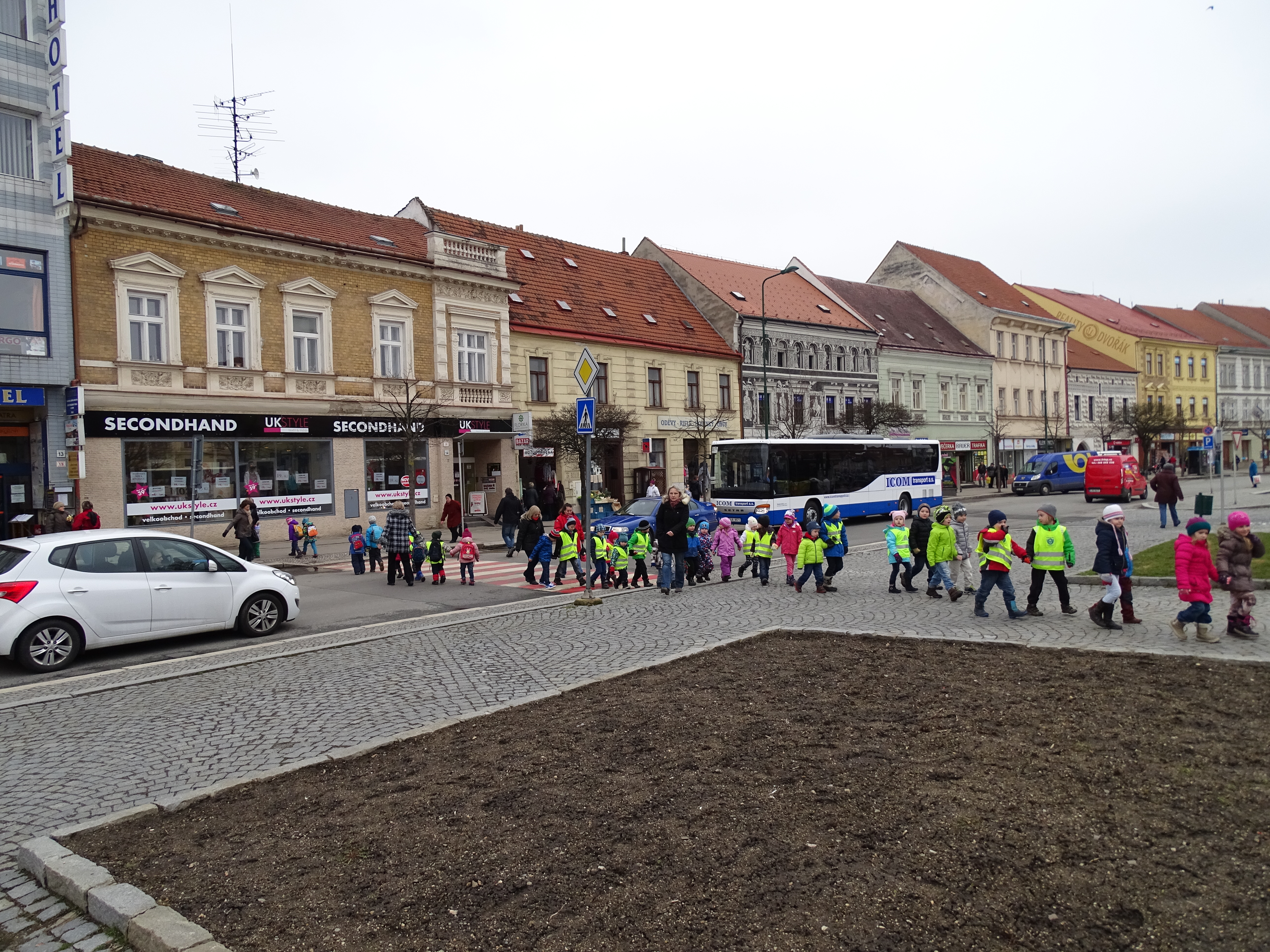
捷克特热比奇的“步行巴士”

高的可步行性最重要的好处之一是减少社区的汽车尾气。更多的人选择步行或使用公共交通工具代替开车，意味着可以减少碳排放。减少排放可以改善健康状况和生活质量、减少煙霧、减轻全球变暖。

### 社会经济
可步行性还具有许多社会经济效益，包括交通便利性、个人和社会成本的节省、学生交通（其中可能包括步行巴士）的改善、土地利用效率的提高、宜居性的提高、公共卫生改善带来的经济效益以及经济发展等。当整个公共交通走廊都可以步行，而不仅限于某些专门路线时，步行的优势能得到最大限度发挥。人行道数量和可步行性的提升可促进旅游业发展并带来地产增值。
近年来，周围城市环境可步行的住区的需求有所增加。由Opticos Design公司的丹尼尔·帕罗莱克（Daniel Parolek）创造了“Missing Middle Housing（缺失的中等住宅）”这一术语，指多户的住房种类（例如联式、四联式、平房大院和不大于一栋大房子的公寓），在1940年代之前的大多数可步行的邻里，这些住房类型都能融合在一起，但它们在第二次世界大战后越来越少见，因此称为“缺失（Missing）”。这些住房类型通常与单户住宅为主的街区结合，以提供多种住房选择，并提高密度使之能够支持公共交通和服务当地的商业设施。
过度关注汽车的街道设计会使步行减少，并且一个区域中需要存在相对稳定的人口才能提供“街道的眼睛” 。而可步行性能增加社会互动、人口混合、平均朋友数量，降低犯罪率（因为有更多人在社区、开放空间和主要街道上行走和监视），增加自豪感并鼓励志愿服务。
社会经济因素有助于人们选择步行而不是开车。收入、年龄、种族、民族、教育程度、家庭状况以及是否有小孩都会影响选择步行。

## 提升可步行性

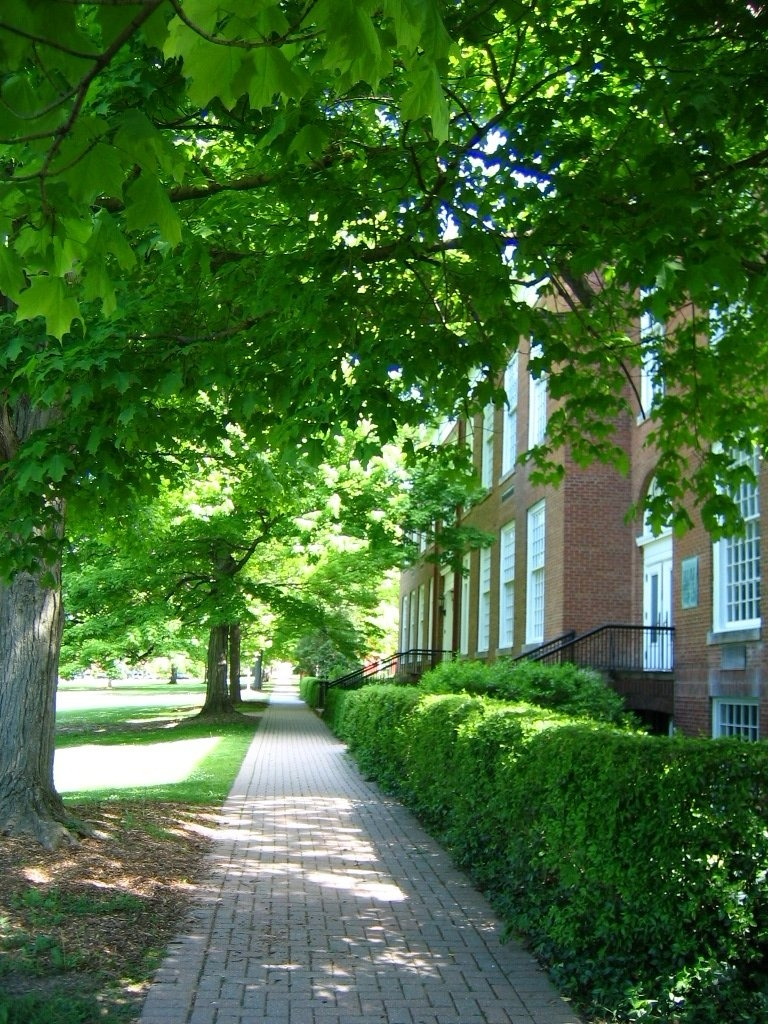
俄亥俄州哈德遜的一条砖砌人行道

欧美许多社区已经接受人行交通，以取代旧有的偏向汽车出行的设计手法。发生这种转变的原因之一是人们认为依赖汽车在生态上是不可持续的。面向汽车的环境会给驾驶人和行人带来危险，并且通常会丧失美感。一些美国城市（例如俄亥俄州辛辛那提）正在采用改善可步行性的一种区划类型，称为Form-based coding。
有几种方法可以使社区更适合步行：
- 可以在有“人行道空缺”的地方新建人行道，优先考虑鼓励步行的区域，例如学校或公交车站周围。诸如喬治亞州亚特兰大的“往公交的安全路线”（safe routes to transit）等运动为行人提供了更安全的去往交通站点站通道。[25]新建人行道时，需要考虑多个方面，例如人行道宽度。《美国残疾人法案》（ADA）要求人行道的宽度至少应为5英尺。[26]
- 可移动障碍物（例如路标和电线杆）能增加人行道的步行宽度。人行道的良好维护和适当照明可以减少障碍，提高安全性，并鼓励步行。
- 隔离带（街道与人行道之间的草地区域）也能使人行道更安全。隔离带中的绿化能吸收了汽车尾气中的二氧化碳并协助排水。
- 改善人行横道的安全性也可提高可步行性。路缘展宽（英语：Curb extension）能减少交叉口路缘的转弯半径，交通通畅，并减少行人穿越道路的距离。 在设有停车位的街道上，路缘展宽能使行人更好地看到侧向的来车，而无需被迫走进街道察看停放的汽车后的来车。带条纹的人行横道或斑马线也可以使过街更安全，因为它们对驾驶员和行人而言更显眼。
- 以新的基础设施和步行街取代传统道路可提高可步行性。城市可进行行人项目，关闭汽车道并仅允许行人进入，以改善交通流。高線公園和606步道（英语：Bloomingdale Trail）等项目通过连接社区、使用景观建筑元素，创建视觉上具有美感的绿色空间并可在其中进行体育活动，提高了可步行性。城镇也可以改建为无车村。
- 监视和改善社区的安全性可以使步行更具吸引力。在选择上下学方式时，安全是孩子们的主要关注点。[27]保持步道的良好维护和照明以确保步行区域更安全，可以鼓励步行。
- 可步行性随人口密度增加而增加。高密度下更容易建立靠近工作地和其他公共服务设施的经济适用房，鼓励人们多步行，从而促进健康并减少碳足跡 。[28]密度更高的城市还通过社区和社会活动，为社交互动创造了更多的机会。[29]

## 计量可步行性
评估和测量可步行性方法之一是步行审计。一个行之有效的步行审计工具是PERS（Pedestrian Environment Review System，行人环境审查系统），该系统已在英国广泛使用。
确定街区、通道或邻里的可步行性的一种简单方法是计算空间中步行、徘徊和进行非必要活动的人数。此过程是对美国《公路通行能力手册》（Highway Capacity Manual）中建议的行人服务水平（pedestrian level of service，LOS）指标的巨大改进。 但是，“非必要”活动的概念在西方和非西方地区可能并不相同。在任何情况下，人的多样性，尤其是儿童、老人和残疾人的存在，都能佐证步行环境的质量，完整性和健康性。
一些商业性的可步行性评分如下：
- Walk Score是根据到杂货店、学校、公园、图书馆、餐厅和咖啡店等设施的距离而定的可步行性指数。[35]Walk Score的算法为步行5分钟（0.25英里）内的设施赋予最高分，并给最远30分钟内的便利设施分别赋予分值，越远分值越低。[36]分数标准化为0到100。
- Walkability是一组可自定义的三个步行评级指数，其算法考虑了各种因素，包括街道类型、路口复杂性、兴趣点可达性、人口密度、高速公路和水域。[37]附加分数包括其他因素，例如犯罪、天气或公共交通等。
- Walkonomics是一个网络应用程序，结合了开放数据和众包服务，可以对每条街道的可步行性进行评分和审查。截至2011年，Walkonomics宣称对英格兰（超过60万条街道）和纽约的每条街道都进行了评级。[38]
- RateMyStreet是一个使用众包、Google地图和五星级评分系统的网站，可让用户对当地街道的可步行性进行评分。 用户可以就八种不同类别对街道进行评级：过马路、人行道宽度、绊倒危险、路径寻找、犯罪防护、道路安全、清洁/吸引力以及残疾人的出入。
- 亚洲清洁空气中心（Clean Air Asia）开发的Walkability应用程序允许用户通过9个参数定性评估街道的可步行性。各项分数将转换为100分制。一个城市中所有街道得分的平均值即为城市得分。评估的参数包括交通模式冲突、残疾人基础设施、安全感、人行横道的可用性以及驾驶行为等。
- State of Place是一种预测性分析软件，可以预测将地点改造得更适合步行和宜居能带来的好处，并允许用户优先进行最有可能最大化其开发目标的改变。该算法将290多个城市设计要素汇总为0到100的指数，并将其分解为已知会影响人们的位置和消费选择的10个城市设计维度的分项得分。该预测可通过量化投資報酬率来帮助城市和开发商以数据为依据做出更好的开发。State of Place的IP包括专有算法和预测模型，以及一个不断扩充的拥有170万个数据点、跨越7000多个街区的统计数据库。

## 图示可步行性
一个新提出的概念是交通时间图（transit time map，有时称为transit shed map），它是一种等时线图。这些是显示了从给定的起点开始，在给定的出行时间内可到达的都市区域的地图（通常是在线的和交互式的）。这样的地图可用于评估给定地址与其他可能的城市目的地的连接程度，或者反之，可以快速到达给定地址的区域有多大。生成交通时间图需要大量运算，有不少人正在进行大量工作，开发更高效的算法以快速生成此类图。为了使结果更实用，交通时间图的生成必须考虑详细的交通线路时间表、班距、一天中的时间和一周中的星期几。

## 延伸阅读
- Dovey, Kim & Pafka, Elek (2019). "What is walkability? The urban DMA" （页面存档备份，存于）, Urban Studies.
- Leyden, Kevin M. (2003). "Social Capital and the Built Environment: The Importance of Walkable Neighborhoods." American Journal of Public Health. Volume 93: 1546-1551
- Speck, Jeff. (2012). Walkable City: How Downtown Can Save America, One Step at a Time. Macmillan.